# Gonzague Olivier
Gonzague Olivier, né le 27 septembre 1921 à Roubaix (Nord) et mort le 30 janvier 2013 à Annappes, est un ancien pilote automobile français, de rallyes et sur circuits, notamment en endurance.

## Biographie
Sa carrière se déroula exclusivement sur Porsche durant cinq ans, de 1952 à 1956.
Il participa  à trois reprises consécutives aux 24 Heures du Mans, en 1953, 1954 et 1955, deux fois sur véhicule privé, une troisième pour une écurie allemande, la Dr Ing hcF - Porsche KG, avec alors une 14e place à la clé sur Porsche 550/4 1100 RS Spyder avec un équipier ingénieur américain originaire de Belgique (en 1954).
Par la suite, il travailla pour Sonauto (importateur Porsche en France depuis 1951, alors sous la direction d'Auguste Veuillet, dit Toto, le créateur de la société en 1947) et se consacra aussi au motonautisme, devenant ainsi fabricant, notamment de dinghies motorisés.
Son fils Jean-Claude, pilote motocycliste du team Sonauto-Yamaha-BP, devint importateur puis directeur pour l'entreprise Yamaha en France entre 1964 et 2010, finissant deuxième du Paris Dakar 1985 sur Yamaha 660 Proto, après avoir été 6e en 1984 et 7e en 1983 (participation dès 1979).

## Palmarès
Victoires:

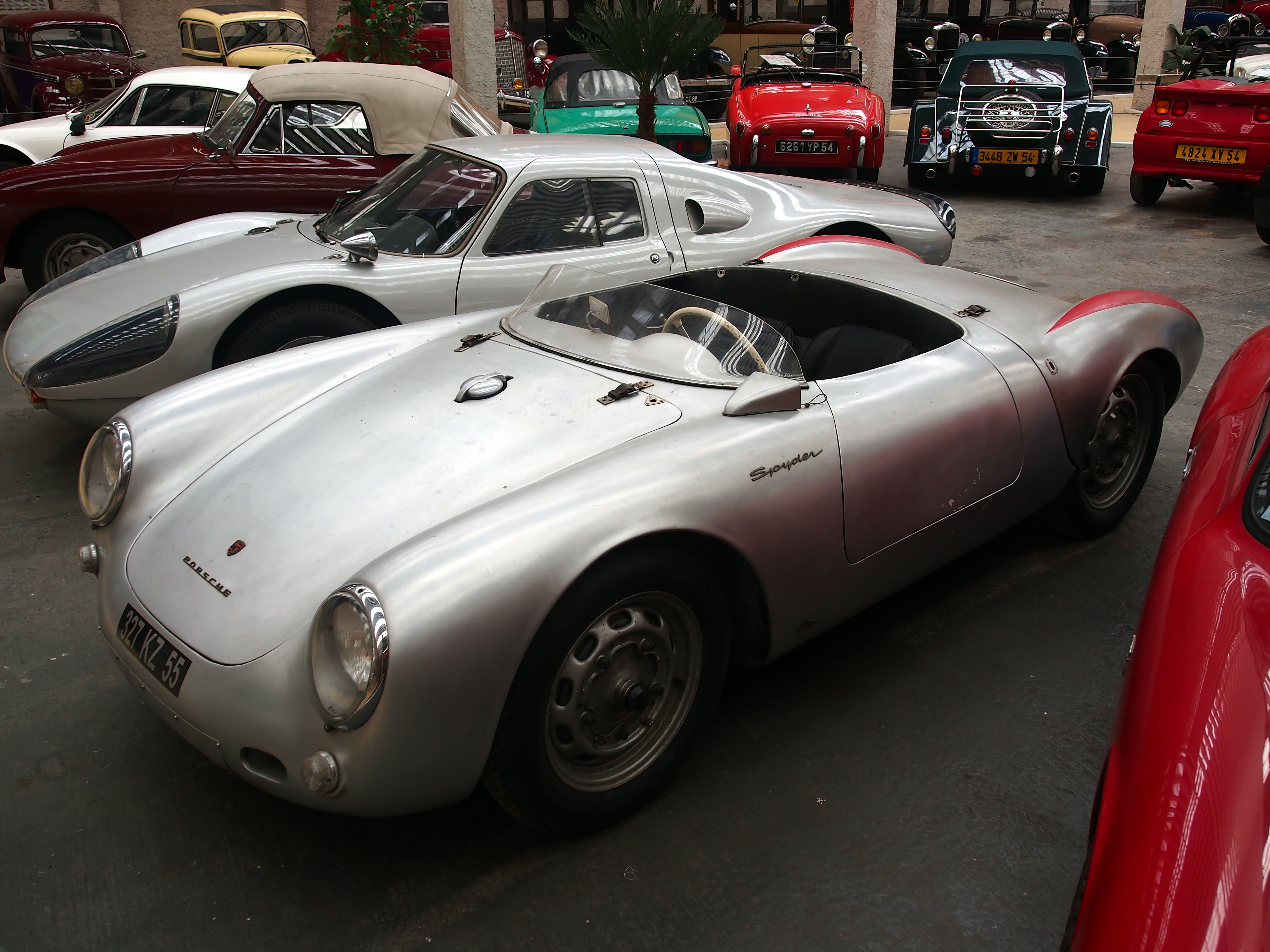
Une Porsche 550 Spyder.

- Vainqueur de classe du Tour de Belgique en 1953, avec Gilberte Thirion sur Porsche 356 1500 S;
- 4e Rallye des Routes du Nord en 1954, avec Gilberte Thirion sur Porsche 356 1500 S;
- Coupe du Printemps en 1954, sur Porsche 356  (Linas-Montlhéry, Sport 2L.)[3];
- Vainqueur de classe 1.1L. aux 24 Heures du Mans 1954, avec Zora Arkus-Duntov (en) (introduit à l'Automotive Hall of Fame en 1991, et vainqueur de la coupe biennale mancelle en 1954-55) sur Porsche 550/4 1100 RS;
- 2e 24 Heures de Paris en 1955, avec Auguste Veuillet sur Porsche 550 Spyder 1.1L (Linas-Montlhéry);
- 27e et dernier Bol d'or automobile en 1955, avec Auguste Veuillet sur Porsche 550 Spyder (Linas-Montlhéry);

Podiums et places d'honneur:
- deuxième du Circuit International de Vitesse de Bordeaux en 1952, sur Simca 8 Sport (derrière Auguste Veuillet);
- deuxième de catégorie 1.1L. aux 24 Heures du Mans 1955 (derrière Auguste Veuillet);
- quatrième des 12 Heures de Hyères en 1953, lors des Coupe de Vitesse en 1954, et du Circuit de Dieppe en 1955.